# Olivier Thill
Olivier Thill (* 17. Dezember 1996) ist ein luxemburgischer Fußballspieler, der aktuell beim FC Progrès Niederkorn unter Vertrag steht.

## Karriere

### Verein
Neben dem FC Progrès Niederkorn spielte er in der Jugend für den FC Rodingen 91 und CS Fola Esch. Mit nur 16 Jahren wurde er zur Saison 2013/14 Stammspieler des damaligen Zweitligisten FC Rodingen 91. Im Sommer 2015 wechselte er dann zurück zu seinem Heimatverein Progrès Niederkorn. Am 27. August 2018 folgte der Wechsel zum russischen Erstligisten FK Ufa, nachdem Thill mit seinem Verein Progrès Niederkorn Gegner von Ufa in der Europa-League-Qualifikation war und in beiden Spielen eine überragende Leistung zeigte. Nach insgesamt 50 Ligaspielen, in denen er einen Treffer erzielen konnte, wurde sein Vertrag am 17. Oktober 2020 aufgelöst. Zwei Tage vor Jahresende gab dann der ukrainische Erstligist Worskla Poltawa die Verpflichtung des Mittelfeldspielers bekannt. Im März 2022 wechselte Thill aufgrund des russischen Überfalls auf die Ukraine leihweise zum türkischen Zweitligisten Eyüpspor. Dort riss er sich am 25. Mai in einem Play-off-Spiel zum Aufstieg in die Süper Lig gegen Bandırmaspor das Kreuzband. Insgesamt erzielte er dort bis zum Saisonende in acht Ligapartien einen Treffer. Anschließend kehrte er zunächst zu den Ukrainern zurück, wurde dann aber trotz seiner Verletzung im August 2022 von Eyüpspor fest verpflichtet. Doch schon nach einer Spielzeit schloss er sich dann dem Ligarivalen Şanlıurfaspor an. Nach 17 Pflichtspielen mit zwei Treffern ging er schon im Februar 2024 wieder weiter und wechselte erneut in die Ukraine zum Erstligisten LNS Tscherkassy. Dort bestritt er bis zum Saisonende zehn Ligaspiele und schoss dabei einen Treffer. Dieser fiel am letzten Spieltag gegen seinen ehemaligen Verein Worskla Poltawa, als Thill einen Eckball zum 1:0-Siegtreffer direkt verwandelte. Im Sommer 2025 verließ Thill den Klub wieder und schloss sich erneut dem FC Progrès Niederkorn in der heimischen BGL Ligue an.

### Nationalmannschaft
Thill spielte erstmals am 31. August 2017 für die luxemburgische A-Nationalmannschaft in der WM-Qualifikation zuhause gegen Weißrussland (1:0) und kam über 90 Minuten zum Einsatz. Auch beim Qualifikationsspiel drei Tage später in Toulouse gegen Frankreich (0:0) stand er über die gesamte Spielzeit auf dem Feld. Beim 1:1 in der WM-Qualifikation am 10. Oktober 2017 zuhause gegen Bulgarien schoss Thill dann sein erstes Tor für Luxemburg.

## Sonstiges
Er ist der Sohn des früheren Nationalspielers Serge Thill. Seine Brüder Vincent (Zirə FK) und Sebastien (Stal Rzeszów) spielen ebenfalls für die luxemburgische A-Nationalmannschaft.